# アトラクティブ女学園
『アトラクティブ女学園』（あとらくてぃぶじょがくえん）は、CS放送局・エンタ!959で放送されたバラエティ番組。副題及び英題は『attractive cafe & school』。

## 番組概要
芸能事務所アトラクティブに所属する女優5人が、よりアトラクティブ（魅力的）な女優を目指すべく様々なゲームに挑戦し、磨きあげていくバラエティー番組。
レギュラー出演者はメンズサイゾーイメージガール4人に永瀬ゆいを加えたメンバーとなる。
英題のとおり公開収録時にはカフェ＆撮影会を兼ねたファンイベントを催している。

## 出演者
- 有村のぞみ - 進行担当
- 岬あずさ
- 永瀬ゆい
- 葉月桃
- 音羽ねいろ

## スタッフ
- 企画：アトラクティブ
- 制作著作：つくばテレビ